# Ouragan Fran
L’ouragan Fran est un ouragan de catégorie 3 qui a frappé le sud-est des États-Unis début septembre 1996. La sixième tempête tropicale nommée, le cinquième ouragan et le quatrième ouragan majeur de la saison 1996 dans l'Atlantique nord, Fran s'est développé à partir d'une onde tropicale près du Cap-Vert sur le 23 août. En raison de la proximité l'ouragan Edouard, la dépression tropicale est restée désorganisée en se déplaçant vers l'ouest. Elle s'est finalement transformée en tempête tropicale le 27 août.
Se dirigeant vers l'ouest-nord-ouest, Fran s'est régulièrement renforcée et devint temporairement un ouragan le 29 août. Le 31 août, Fran est redevenu un ouragan et le 2 septembre, il se déplaça parallèlement aux Bahamas et s'incurva vers le nord-nord-ouest. Fran atteignit son maximum à la catégorie 3 avec des vents de 195 km/h tôt le 5 septembre. Par la suite, Fran faiblit légèrement de toucher la côte près du cap Fear (Caroline du Nord) tôt le 6 septembre. La tempête faiblit ensuite rapidement en entrant dans les terres et redescendit au niveau de dépression tropicale plus tard ce jour-là. Finalement, la trajectoire de Fran courba vers l'est-nord-est et la transition en un cyclone extratropical se fit tôt le 9 septembre près de l'Ontario.
Fran causa 27 décès et pour 3,2 milliards $US (de 1996) en dommages à la côte Est des États-Unis. À cause de cela, l’Organisation météorologique mondiale a retiré le nom Fran des listes futures de noms possibles d'ouragans pour le bassin atlantique à sa réunion printanière de 1997. Il y a six listes annuelles et donc il fut remplacé dans la rotation par Fay en 2002.

## Évolution météorologique
L'ouragan Fran est issue d'une onde tropicale qui se déplaçait au large de la côte occidentale de l'Afrique, entrant dans l'océan Atlantique, le 22 août 1996. Peu de temps après son entrée en mer, des bandes orageuses se sont formées autour d'une zone basse pression. Les navires dans le voisinage du système confirmèrent qu'une circulation de surface s'est formée plus tard dans la journée. Le National Hurricane Center (NHC) émit son premier bulletin sur le système vers 12 h UTC le 23 août pour la dépression tropicale Six située au sud des îles du Cap-Vert. Au cours des quelques jours suivants, le système se déplaça vers l'ouest à 27 km/h sans trop changer d'intensité à cause de l'influx d'air frais et sec à bas niveau venant de l'ouragan Edouard situé à environ 1 370 km plus à l'ouest-nord-ouest.
Le 26 août, la dépression était devenue considérablement désorganisée et le NHC émit un bulletin se voulant final. Le jour suivant, l'imagerie par satellite montra une circulation améliorée ce qui conduisit à la poursuite des bulletin. Une réanalyse post-tempête indiqua que le système s'était maintenu à l'état de dépression tropicale pendant l'intervalle. Au cours de l'après-midi du 27 août, la dépression s'intensifia, devenant la tempête tropicale Fran à environ 1 600 km à l'est des Petites Antilles. Suivant une trajectoire similaire à celle d’Edouard, la tempête nouvellement nommée maintenait un cap à l'ouest-nord-ouest tout en se renforçant.

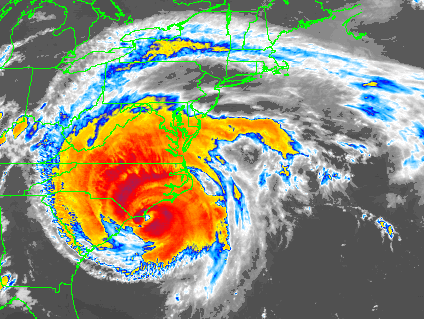
Image infra-rouge des nuages de Fran touchant la côte près de Cap Fear, Caroline du Nord, le 5 septembre 1996-.

Grâce à un développement de la convection profonde autour du centre de Fran le 29 août, le NHC la rehaussera au niveau d'ouragan de catégorie 1, ses vents soutenus étaient de 120 km/h. Cependant, l'ouragan fut rétrogradé au niveau de tempête tropicale le 30 août, probablement en raison d'une interaction avec l'ouragan Edouard au nord. À ce moment, le mouvement de la tempête avait considérablement diminué et courbait plus vers le nord-ouest. L'affaiblissement fut de courte durée et Fran redevint un ouragan le lendemain avec le départ d’Edouard vers la côte Mid-Atlantic. La tempête a également repris son mouvement vers l'ouest-nord-ouest autour de la crête subtropicale sur sa bordure nord.
L'intensification progressive les premiers jours de septembre fit augmenter les vents de Fran à 150 km/h le 3 septembre et le système développa un œil. Tôt le lendemain, Fran atteignait la catégorie 3 avec des vents maximums soutenus de 185 km/h. Sa trajectoire devint nord-ouest à l'approche des Bahamas. En passant à environ 185 km à l'est de ces îles, Fran atteignit son intensité maximale le 5 septembre avec des vents de 195 km/h, une pression centrale de 946 hPa son œil avait un diamètre de 47 km.
Ce vaste ouragan augmenta de vitesse en se déplaçant au nord-ouest vers les Carolines. Vers 7 h 30 UTC le 6 septembre, le centre de l'ouragan Fran a touché terre près de près du cap Fear (Caroline du Nord) avec des vents soutenus de 185 km/h. Une fois sur terre, la tempête faiblit rapidement, redevenant une tempête tropicale dans les 12 heures, puis le NHC la rétrograda en dépression tropicale lors de sa traversée de la Virginie. Poursuivant vers le nord-ouest, Fran resta une dépression tropicale jusqu'au 8 septembre, puis un cyclone extratropical en arrivant sur le sud de l'Ontario (Canada) et les Grands Lacs inférieurs. Fran se tourna ensuite vers l'est-nord-est et suivit une trajectoire près de la frontière canado-américaine avant d'être absorbée par un système frontal le 10 septembre.

## Impact

### États-Unis
| Région               | Décès (indirects) | Dommages ($US de 1996) |
| -------------------- | ----------------- | ---------------------- |
| Caroline du Nord     | 13 (1)            | 2,4 milliards          |
| Virginie             | 5                 | 350 millions           |
| Pennsylvanie         | 2 (2)             | 80 millions            |
| Virginie-Occidentale | 2                 | 40 millions            |
| Caroline du Sud      | 0 (2)             | 48,5 millions          |
| Maryland             | 0                 | 100 millions           |
| Ohio                 | 0                 | 40 millions            |
| District de Columbia | 0                 | 20 millions            |
| Floride              | 0                 | Aucun                  |
| Total                | 22 (5)            | ~3,2 milliards $       |

Tout au long de la côte Est des États-Unis, Fran engendra des vents forts et des pluies abondantes, entraînant de nombreuses inondations et des dégâts provoqués par le vent. Les dégâts les plus graves eurent lieu en Caroline du Nord où 14 personnes sont mortes, dont une par crise cardiaque, et pour 2,4 milliards $US de pertes. Ailleurs le long de sa trajectoire, 13 autres personnes ont perdu la vie et les dégâts se sont montés à 800 millions $US. À l'époque, Fran était considéré comme l'un des dix ouragans ayant causé le plus de pertes financière aux États-Unis, mais plusieurs autres cyclones l'ont dépassé depuis ce temps.

#### Floride et Caroline du Sud
Fran était passé bien au large de la Floride mais sa forte houle produite atteignit la côte de la Floride. Le long des plages de comté de Palm Beach, un bateau de pêche de 5,5 m a chaviré et les 5 membres d'équipage durent être repêchés par la Garde côtière américaine
Comme Fran a touché terre en Caroline du Nord, les bandes extérieures du système apportèrent de fortes pluies et des vents forts soufflant en rafales de l'est en Caroline du Sud. Plusieurs régions ont signalé des vents de plus de 65 km/h, cassant de nombreux arbres et abattant de nombreuses lignes électriques. Certaines voitures et maisons furent endommagées par la chute de ceux-ci. Dans le comté de Dillon, des rafales allant jusqu'à 110 km/h causèrent des dommages importants à de nombreux foyers. Les destructions dans le sillage de Fran à travers le comté étaient similaires à celles de l'ouragan Hugo en 1989. Une personne a été blessée et les dommages aux cultures et aux infrastructures ont atteint 6,5 millions $US. Dans le comté de Marlboro, environ 3 200 personnes se retrouvèrent sans électricité et deux shérifs furent blessés après que leur voiture eut heurté un arbre tombé.
Les dégâts les plus graves en Caroline du Sud eurent lieu dans le comté de Horry, où les vents atteignirent 125 km/h. Environ 60 000 habitants furent privés d'électricité, une personne fut tuée après que sa voiture fut tombée en bas d'un talus et les pertes agricoles furent estimées à 19,8 millions $US. Les dégâts structurels furent moins importants avec des pertes estimées à 1 million $US. Un deuxième décès fut répertorié dans le comté de Williamsburg. Finalement, Fran causa pour 48,5 millions $ en dommages en Caroline du Sud.

#### Caroline du Nord

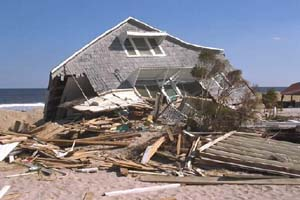
Maison sur pilotis détruite par Fran sur la côte de la Caroline du Nord.

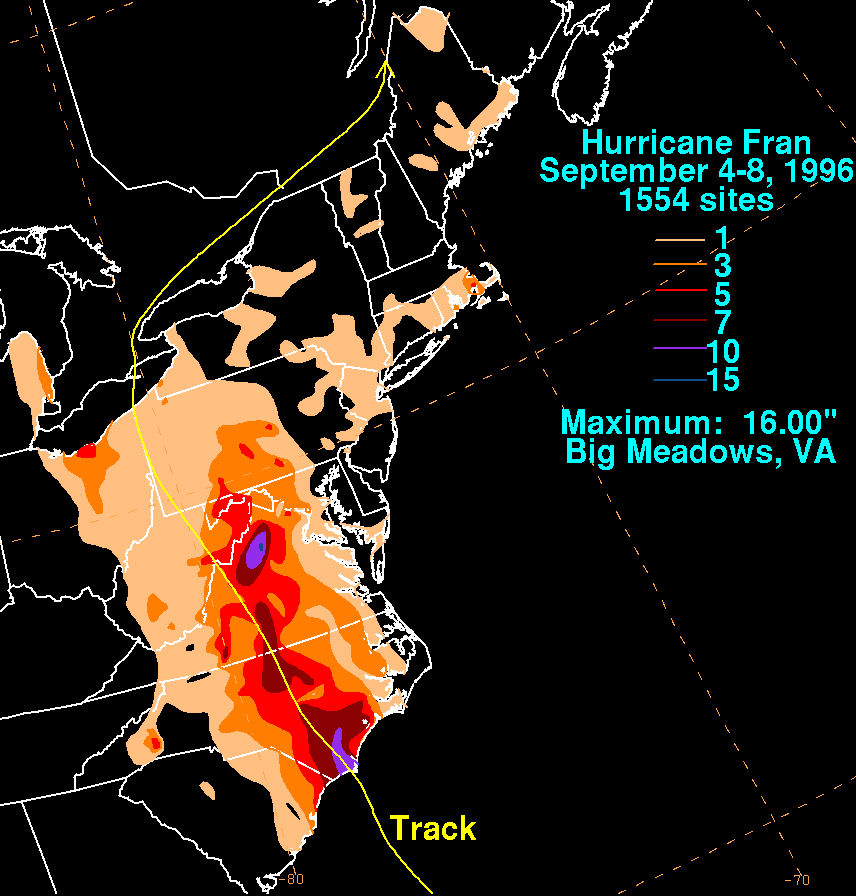
Accumulations de pluie aux États-Unis.
(1 pouce=2.54 mm)

Fran a frappé la côte près de Cape Fear et causa donc des dommages tout au long de la côte entre la frontière de la Caroline du Sud jusqu'à Topsail Island en Caroline du Nord. La tempête a particulièrement endommagé les îles et les Outer Banks de la côte. Il est également tombé jusqu'à 400 mm dans l'intérieur Caroline du Nord, de la Virginie et de la Virginie-Occidentale, causant des inondations et des crues des rivières sur une grande partie des États du Mid-Atlantic. Les effets de l'ouragan Fran en Caroline du Nord aggravèrent les problèmes causés par de nombreuses catastrophes météorologiques qui se sont produites en 1996.
Treize personnes furent tuées en Caroline du Nord, 5 en Virginie et 2 en Virginie-Occidentale, certaines lors d'accidents de la route et d'autres par les effets directs de la tempête. En Caroline du Nord, 1,3 million de personnes perdirent l'électricité. À North Topsail Beach et dans le comté de Carteret, les dommages s'élevèrent à plus 500 millions $US et 90 % des structures furent touchées. Un adolescent de sexe masculin est mort noyé dans les inondations de la rivière Crabtree Creek dans le quartier Old Lassiter Mill de Raleigh. Fran a également détruit le gymnase de basketball Gym sur le campus du Collège St. Andrews à Laurinburg, Caroline du Nord.
L'onde de tempête de 12 pieds (3,7 m) emporta le poste de police et la mairie temporaires de North Topsail Beach, logés dans une maison mobile à double-largeur depuis le passage de l'ouragan Bertha dans la même région en juillet, ainsi que la jetée de Kure Beach. Des inondations importantes affectèrent la région entre Wrightsville Beach jusqu'au nord-est de la côte de Cape Fear. À Jacksonville, trois écoles et plusieurs maisons furent endommagées.
Dans l'intérieur de la Caroline du Nord, la tempête fit d'importants dommages dus au vent entre Wilmington à Raleigh. Les dégâts causés par le vent se sont propagés loin dans les terres le long de l'Interstate 40, traversant Raleigh et affectèrent aussi loin au nord-ouest que le comté de Guilford, endommageant des bâtiments et des arbres centenaires à l'Université d'État de Caroline du Nord et l'université de Caroline du Nord (UNC). Les cours furent annulés à l'UNC en raison d'un état d'urgence à Chapel Hill et l'approvisionnement en eau potable de l'université ne fut rétabli qu'une semaine après.
Le montant des dégâts en Caroline du Nord s'élève à 2.4 milliards de dollars[réf. nécessaire]. Cela fut le second ouragan à frapper la Caroline du Nord en cette année[réf. nécessaire].

#### Virginie
En Virginie, des vents compris entre 60 et 120 km/h ont balayé la Chesapeake Bay et provoquèrent une élévation du niveau du Potomac autour de Washington DC où l'onde de tempête atteignit Georgetown et la partie ancienne d'Alexandria. Les lignes à haute tension furent sévèrement endommagées ce qui laissa 415000 personnes sans électricité. Ceci fut la plus grave panne électrique jusqu'à l'ouragan Isabel en 2003. Le long du Rappahannock, une onde de tempête de 1,5 m de hauteur endommagea ou coula plus petites embarcations et endommagea des quais. Cela fut la plus forte onde de tempête depuis l'ouragan Hazel de 1954.
Jusqu'à 400 millimètres de pluie arrosèrent l'ouest de la Virginie faisant Fran le quatrième cyclone tropical le plus arrosé impactant la Virginie et provoquant de grosses crues. Les inondations coupèrent de nombreuses routes principales ou autres et avait provoqué la fermeture du Parc national de Shenandoah. La tempête détruisit 300 maisons et 100 personnes ont dû être secourues.
La déluge de 400 mm de précipitations qui avait frappé Big Meadows provoqua des dégâts importants dans le comté de Page situé en aval. Trois jours après le passage du cyclone, des centaines de personnes étaient encore bloquées. Environ 78 maisons furent détruites et 417 furent endommagées. Le vendredi chaque localité du comté était isolée à cause des crues.
Dans le chef lieu de comté de Luray, le Hawksbill coupa la ville en deux pendant à peu près toute la journée. Son fort courant arracha une maison de ses fondations et la transporta sur le stade de l'école de la localité. Le niveau maximal de l'eau était à 50 cm en-dessous du sommet des poteaux de football américain. La hauteur d'eau au-dessus du sol atteignit 5 mètres. Le terrain de l'équipe locale des Bulldogs resta inondé pendant près d'une semaine jusqu'à ce que l'eau fût pompée à travers la route US 340 vers le Hawksbill. De plus les vagues engendrées par la crue détruisirent 3 bâtiments dont celui de la compagnie  Adelphia Cable. Le ruisseau qui habituellement avait une profondeur de moins de 30 cm emporta le pont de la Grand'Rue qui était à 4,5 mètres au-dessus du lit du ruisseau.
La Shenandoah dépassa de 7 mètres sa cote d'alerte. La branche sud de la Shenandoah atteignit une cote record qui ne fut jamais dépassée (8,21 m) et de 11,1 mètres à Front Royal qui était à 6,5 mètres au-dessus de la cote d'alerte.
Dans le comté de Rockingham, plus de 10 000 personnes furent évacuées de leur demeure et la plupart d'entre elles furent autorisées à retourner à leur domicile lorsque le niveau de l'eau baissa.

#### Virginie occidentale
Jusqu'à 180 mm de pluie tombèrent provoquant de nombreuses inondations. Les comtés dee Pendleton et Hardy furent les plus touchés, les inondations emportant plusieurs ponts, endommageant plusieurs stations de traitement des eaux et provoquant une fuite de gaz.

#### District de Columbia
à Washington, le cyclone produisit des bourrasques de vent et des pluies plus modérées. Les rafales de vent atteignirent 65 km/h et le cumulé des précipitations était de 90 mm. Certaines rues furent inondées et plusieurs routes furent fermées. Le vent déracina plusieurs arbres à cause du sol détrempé.
Un fort vent du sud et une forte marée provoqua l'élévation du niveau de l'eau de 1,53 m à Washington Harbor. En sus de l'onde de tempête, un débordement du fleuve comparable à celui de janvier 1996 se produisit dans l'agglomération urbaine. En traversant Washington, Fran causa 20 millions de dollars de dommages

#### Pennsylvanie
Environ 15 comtés dans l'ouest de la Pennsylvanie furent touchés par des inondations atteignant 20 cm[réf. nécessaire] causées par le débordement de la Juniata.

#### Nord des États-Unis
Les restes of Fran apportèrent des pluies soutenues dans certaines parties de l'est de l'Ohio en particulier sur la côte du lac Érié lors du passage du cyclone. Les plus fortes précipitations s'étaient produites (164 mm) à Elyria en rapport avec Fran. Des vents soutenus de 50 km/h ont été enregistrés et des rafales de 100 km/h ont été observées. Ces vents abattirent de nombreux arbres et lignes électriques, certains tombant sur des maisons ou véhicules. Les terres agricoles subirent des dégâts importants.
À Cleveland, le zoo fut endommagé par les crues et l'île aux singles était complètement inondée. Dans le comté de Cuyahoga 90 maisons au moins eurent leur cave inondée. Des inondations généralisées de rues et d'immeubles se produisirent dans le comté de Lorain où l'eau resta plusieurs jours après le passage de Fran. Dans tout l'Ohio, Fran causa 40 millions de dollars de dégâts mais ne provoqua aucun décès,.

### Canada
Les vestiges de Fran atteignirent le sud-ouest de l’Ontario le 7 septembre en soirée, puis traversèrent l’Estrie et la Gaspésie au Québec, pour finalement passer sur le nord de Terre-Neuve avant de se diriger vers le large. Un avertissement de pluie abondante avait été diffusé pour le sud et le sud-ouest de l’Ontario et du 6 au 8 septembre, en 24 heures, de 45 à 65 mm de pluie furent tombés. Les précipitations ont été peu importantes au Québec et au Canada atlantique, où les vestiges de Fran étaient passés en tant que système dépressionnaire. À l’exception d’un avertissement pour la navigation de plaisance dans les Grands Lacs, le vent n’a pas été un phénomène important en territoire canadien.

## Conséquences à long terme

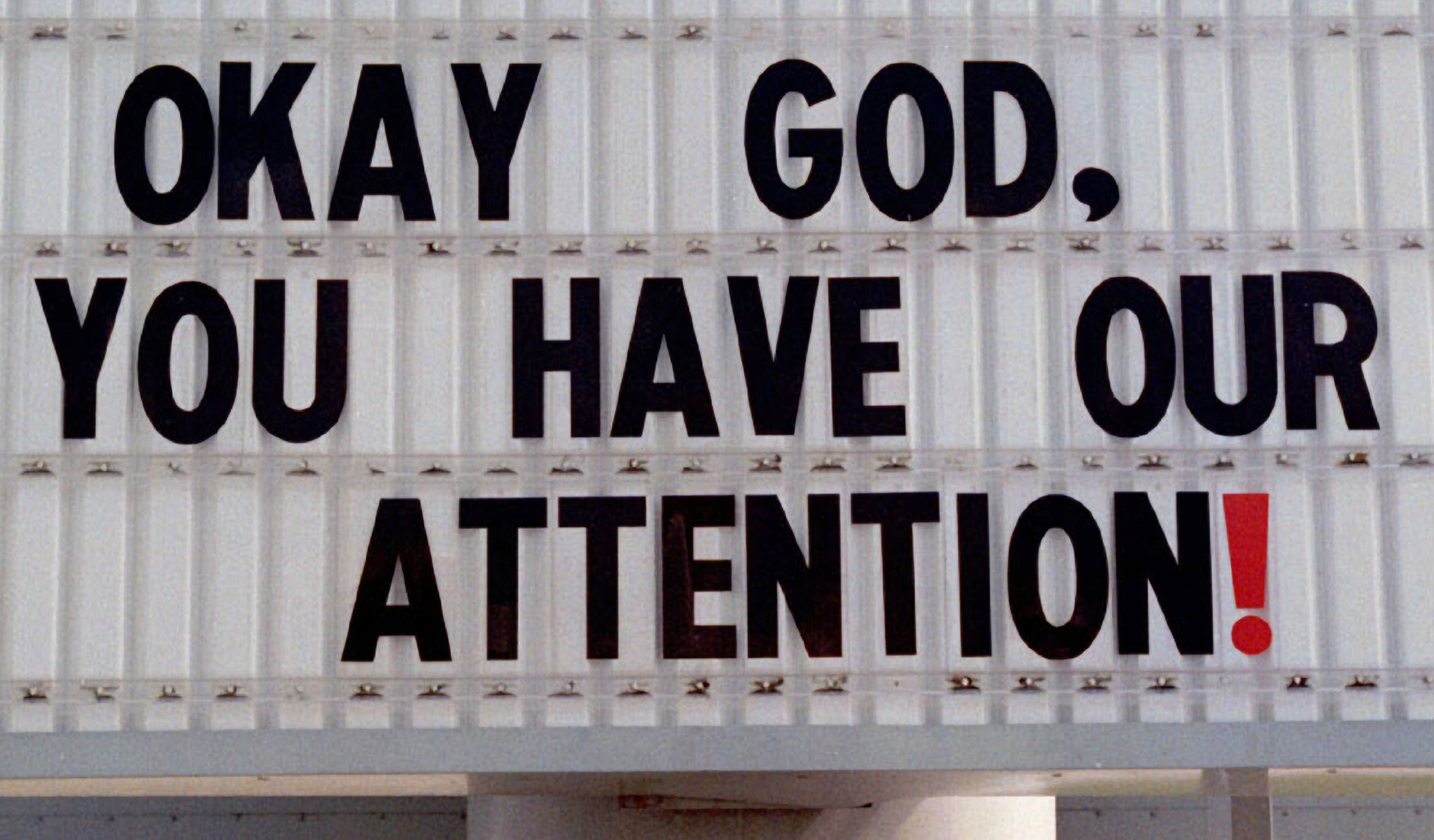
Un message laissé par un résident de Topsail Island en Caroline du Nord après le passage de Fran.

Les berges du fleuve Cape Fear furent dévastées par Fran. Des problèmes sérieux de qualité de l'eau persistèrent pendant des semaines. Les poissons dans le fleuve périrent en grand nombre. L'indisponibilité des usines de retraitement des eaux provoquant l'écoulement des égouts dans les rivières et le niveau d'oxygène dissout dans l'eau tomba à près de zéro ce qui causa une hypoxie environnementale autour du fleuve pendant plusieurs semaines. La concentration en ammoniac et en phosphore s'éleva, la concentration en phosphore atteignant un record de 27 années.

## Découverte scientifique
Le chercheur Joshua Wurman et son équipe déployèrent un radar mobile DOW le long de la côte alors que Fran s'y dirigeait. Ils ont ainsi pu découvrir des rotors de dimension inférieure au kilomètre dans la couche limite sous l'ouragan. Ces structures semblent une des causes de divers types de dommages en surface qui furent observées lorsque l'ouragan toucha la côte en causant des rafales violentes provenant de l'air en altitude descendant à grande vitesse.

## Retrait du nom
À cause de l'étendue des dégâts en Caroline du Nord, en Virginie et ailleurs, le nom Fran a été retiré de la liste au printemps 1997 et ne sera plus jamais utilisé pour un ouragan nord-atlantique. Il a été remplacé par Fay au cours de la saison cyclonique de 2002.